# Porte de Vincennes (metropolitana di Parigi)
Porte de Vincennes è una stazione della linea 1 della metropolitana di Parigi. 

## La stazione
Dall'apertura nel 1900 fino all'estensione verso Château de Vincennes nel 1934, fu capolinea della linea 1.
In origine, la stazione consisteva di due banchine ad isola (separate) per l'arrivo e la partenza dei treni. Dopo l'estensione, furono create le attuali banchine larghe.